# Флеш (фортифікація)

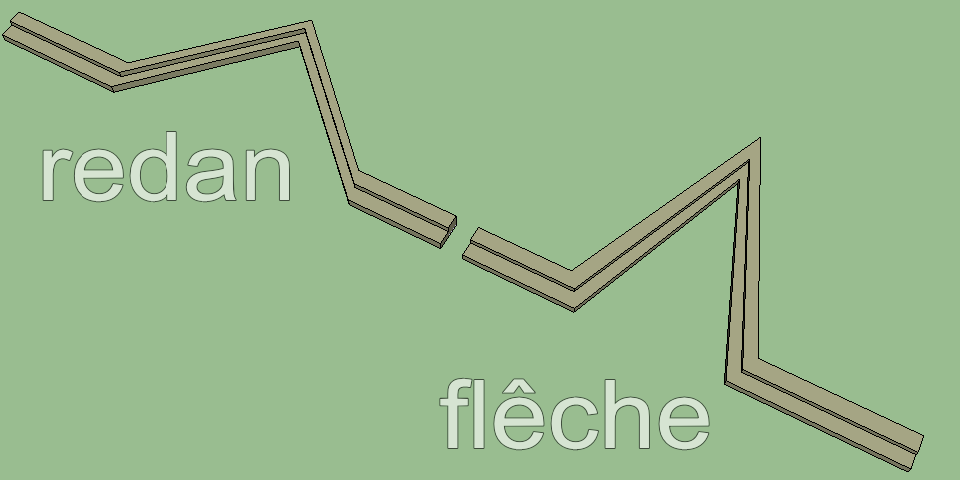
Флеш і редан

Фле́ші (від фр. flèche, «стріла») — фортифікаційна споруда, польові укріплення, іноді довготривалі. Іншими мовами часто називаються кальками зі значенням «стріла»: англ. arrow, італ. freccia тощо.
Складаються із двох фасів довжиною 20–30 метрів кожен, що сходяться під гострим кутом, вершина якого повернена в бік противника.
За суттю схожі на редани або равеліни, але менші за розмірами і мають менший кут у бік противника — менше 60 градусів (для редану характерні 60–120 градусів). Також флеші будуються перед гласисами або врізані в нього.
Гармати у флеші не встановлюються, флеші виконують функцію тільки додаткової вогневої точки для стрілецького озброєння.

## Історія
Флеші використовувалися до початку XX століття і влаштовувалися для прикриття важливих напрямів та пунктів оборони.
Один із прикладів застосування — Багратіонові флеші в Бородінській битві.